# Coconut Chair
 (avril 2024).
La mise en forme du texte ne suit pas les recommandations de Wikipédia : il faut le « wikifier ».
Les points d'amélioration suivants sont les cas les plus fréquents :
- Les titres sont pré-formatés par le logiciel. Ils ne sont ni en capitales, ni en gras.
- Le texte ne doit pas être écrit en capitales (les noms de famille non plus), ni en gras, ni en italique, ni en « petit »…
- Le gras n'est utilisé que pour surligner le titre de l'article dans l'introduction, une seule fois.
- L'italique est rarement utilisé : mots en langue étrangère, titres d'œuvres, noms de bateaux, etc.
- Les citations ne sont pas en italique mais en corps de texte normal. Elles sont entourées par des guillemets français : « et ».
- Les listes à puces sont à éviter, des paragraphes rédigés étant largement préférés. Les tableaux sont à réserver à la présentation de données structurées (résultats, etc.).
- Les appels de note de bas de page (petits chiffres en exposant, introduits par l'outil «  Source ») sont à placer entre la fin de phrase et le point final[comme ça].
- Les liens internes (vers d'autres articles de Wikipédia) sont à choisir avec parcimonie. Créez des liens vers des articles approfondissant le sujet. Les termes génériques sans rapport avec le sujet sont à éviter, ainsi que les répétitions de liens vers un même terme.
- Les liens externes sont à placer uniquement dans une section « Liens externes », à la fin de l'article. Ces liens sont à choisir avec parcimonie suivant les règles définies. Si un lien sert de source à l'article, son insertion dans le texte est à faire par les notes de bas de page.
- La présentation des références doit suivre les conventions bibliographiques. Il est recommandé d'utiliser les modèles {{Ouvrage}}, {{Chapitre}}, {{Article}}, {{Lien web}} et/ou {{Bibliographie}}. Le mode d'édition visuel peut mettre en forme automatiquement les références.
- Insérer une infobox (cadre d'informations à droite) n'est pas obligatoire pour parachever la mise en page.

Pour une aide détaillée, merci de consulter Aide:Wikification.
Si vous pensez que ces points ont été résolus, vous pouvez retirer ce bandeau et améliorer la mise en forme d'un autre article.
 (avril 2024).
La Coconut Chair, aussi désignée sous le nom de fauteuil Coconut, fait partie des créations du mobilier au XXe siècle. C’est une chaise créée en 1955 par George Nelson (1908-1986) aux États-Unis.

## Conception
Ce fauteuil Coconut, créé aux États-Unis en 1955 par George Nelson, est doté de piétements tripodes, en tube d’acier chromé soudé, avec des entretoises lui permettant de relier ses pièces et de les maintenir dans un écartement fixe. La chaise est faite d’une coque d’acier capitonnée en mousse de latex et elle est enrobée d’un tissu enduit Naugahyde (en).
Son créateur, le designer George Nelson, né en 1908 à Hartford, est l’un des premiers à faire partie d’un nouveau mode de pensée vis à vis du design : le modernisme et le mouvement Streamline. Ses créations, devenues internationales, ont marqué le monde du design et des arts décoratifs, avec sa vision organique du design ; la Coconut Chair en est l’illustration. Il a conçu diverses créations pour la société Herman Miller. La collaboration entre le designer et le fabricant durera plus de 25 ans. George Nelson a été diplômé d’une licence aux beaux-arts à l’université de Yale et a pu intégrer l’université américaine de Rome. En 1935, George Nelson nourrit déjà une vision claire du design, il s’inspire de la beauté et des règles de la nature pour créer. Il décède en 1986, à New-York.

## Caractéristiques
La Coconut Chair a pour matériaux :
- Tubes d’acier chromé soudé
- Entretoises
- Coque d’acier, mousse latex
- Tissu Naugahyde (en)

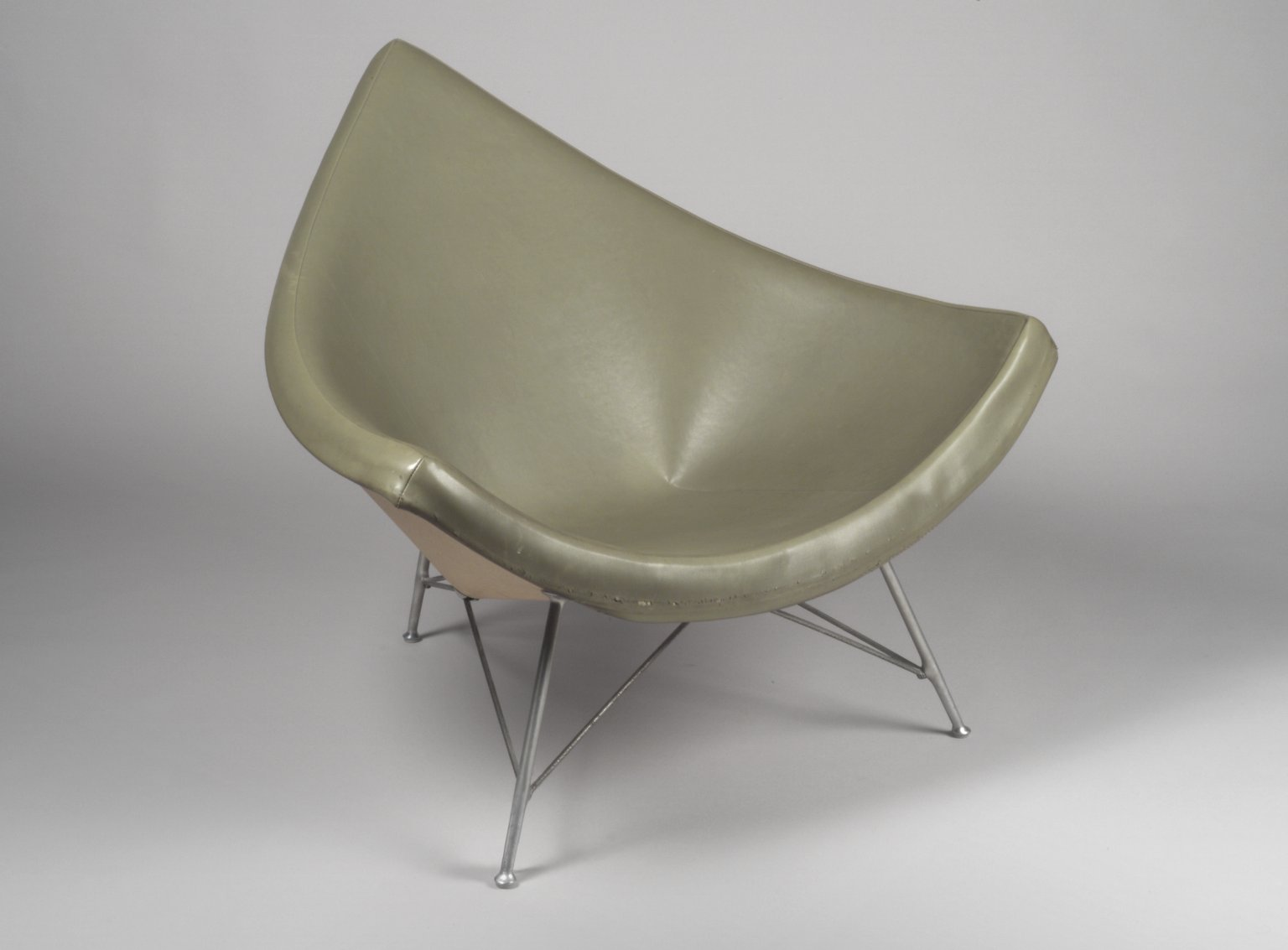
"Coconut" Chair

La Coconut Chair a les dimensions suivantes : 
- Hauteur	 104 cm
- Largeur	 80 cm
- Profondeur	 85 cm

Ses couleurs : 
- La coque de l’assise est blanche.
- Le rembourrage en Naugahyde est noir.

Son poids : 
- La chaise pèse 27,8kg[1],[3].

## Histoire
Créée en 1955 aux États-Unis, la Coconut Chair est une pièce iconique du mouvement nommé Streamline des années 1950. Le fauteuil Coconut représente la forme d’un huitième de noix de coco. George Nelson explique que pour imaginer cette chaise, il s’est inspiré des œuvres surréalistes de Joan Miro et d’Alexander Calder. Ce choix d’un modèle, avec une telle forme similaire à un morceau de noix de coco peut paraître original pour l’époque parce qu’habituellement les Sreamliner ont plutôt l’ambition de s’inspirer des coques de bateau et de l’esthétisme de l’aéronautique pour créer, c’est d’ailleurs pour cela que l’on donne également le nom « paquebot » au mouvement Streamline.
George Nelson se veut fidèle au fruit qu’il représente : la noix de coco. Cependant, pour les choix des couleurs, il va inverser la réalité, c’est un choix voulu et réfléchi pour apporter une légère touche d’humour : il va rembourrer le fauteuil en cuir noir foncé et laisser l’assise blanche comme l’intérieur d’une noix de coco. Le designer, dessine cette chaise qui grâce à son matériel en acier tubulaire et son assise pourra être à la fois confortable, permettant un accueil du corps moelleux et un maintien ferme grâce à sa structure.
Lors de la création de la Coconut Chair en 1955, la coque était composée d’une plaque en acier courbée avec un rembourrage en caoutchouc. Le revêtement de ce rembourrage était disponible en plusieurs matières : en cuir, en tissu ou en synthétique. La maison Vitra va éditer de nouveau la production du fauteuil dès 1988.
En 1993, Alexander von Vegesack, un collectionneur de meubles, fera l’acquisition d’une des Coconut Chairs.

## Design
Le fauteuil Coconut rentre dans l’histoire du design et pas à n’importe quelle période. Le XIXe et le XXe siècle est une période où est abordée la notion de modernisation. Lors de la création de la Coconut Chair, en 1955, le design oscille entre la création des programmes et projet normalisant et formalisant la place de l’individu à partir du nombre et de la quantité, il standardise les formes de vie. Le design est un opérateur de la modernisation. Les trois termes « modernité », « design » et « masse » où le design avec la modernité doit concevoir pour les masses. D’ailleurs, au début du XXe siècle, un designer, comme George Nelson est avant tout un dessinateur capable de synthèse industrielle, un meneur de projet et un metteur en forme qui s’intéresse à toutes les échelles et qui doit connaître des techniques artisanales.